# La cripta dei cappuccini
La Cripta dei Cappuccini (titolo originale Die Kapuzinergruft) è un romanzo di Joseph Roth pubblicato nel 1938 nei Paesi Bassi, che consacrò l'autore ai vertici della letteratura mitteleuropea. Il romanzo si inquadra nell'ambito della finis Austriae ovvero nel periodo di decadenza dell'Impero austriaco che aveva racchiuso arti, culture e religioni le più disparate nel cuore dell'Europa, fino alla definitiva dissoluzione dell'identità austriaca conquistata dalla Germania nazista.

## Trama

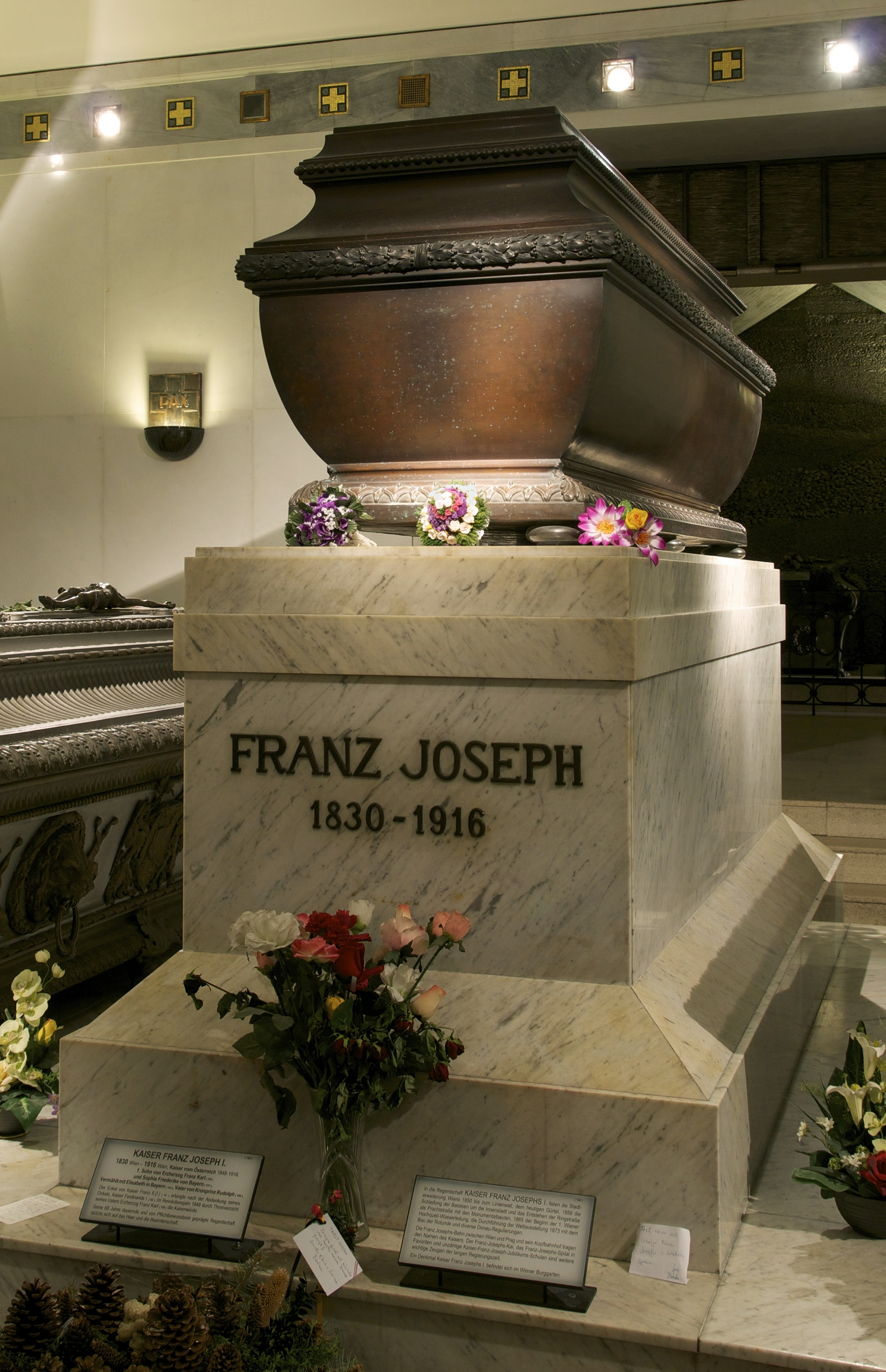
La tomba di Francesco Giuseppe I nella Kapuzinergruft di Vienna.

Il romanzo, continuazione ideale de La marcia di Radetzky, narra di Francesco Ferdinando Trotta, cugino del protagonista dell'altro romanzo (ma ivi mai menzionato), e ultimo erede della casata dell'"eroe di Solferino". Francesco vive la spensierata Vienna dei giovani benestanti ed aristocratici, ma è anche affascinato, senza poterlo confidare, pena il ridicolo, dalla semplicità di un mondo che sta scomparendo. Mondo incarnato dal lontano parente povero Joseph Branco, di professione caldarrostaio girovago, e dal suo amico Manes Reisiger, vetturino. Poco prima dello scoppio della prima guerra mondiale, Trotta lascia la capitale per Zlotogrod, in Galizia, dove abita Joseph Branco, e lì rimane fino alla dichiarazione di guerra. Richiamato in servizio chiede di essere trasferito dai prestigiosi dragoni a cavallo ad un reggimento di fanteria per stare con quelli che sente i suoi veri amici, Branco e Reisiger.
Prima di partire per il fronte, Trotta decide di sposare Elisabeth, una giovane borghese che corteggiava da tempo, anche se con la disapprovazione della madre che Francesco adora. Ma il giorno del viaggio di nozze (solo sedici ore di permesso) Francesco preferisce, invece di raggiungere la moglie in albergo, indugiarsi in conversazione con Jacques, l'anziano e fedele domestico, il quale ha però un malore e muore. Elisabeth è profondamente offesa dal comportamento del marito e torna a Vienna lasciandogli uno stringato biglietto. Trotta non è particolarmente colpito dal gesto di Elisabeth e le risponde mandandole a sua volta un biglietto unicamente con la sola firma.
Dopo aver faticosamente raggiunto la compagnia sul fronte orientale, Francesco viene presto catturato dai russi insieme ai suoi due amici. Durante la marcia di trasferimento in Siberia, durata sei mesi, Trotta stringe amicizia con un ufficiale cosacco, il quale aiuta tutti e tre a fuggire indicandogli un posto dove potranno trovare ospitalità. La convivenza si rivela però complicata ed iniziano i dissapori tra i tre e la persona che li ospita. Il gruppo si scioglie e l'unica possibilità di sopravvivenza è riconsegnarsi nuovamente prigionieri ai russi. La guerra finisce e Trotta torna in patria. Vienna però non è più la stessa, la guerra ha lasciato i suoi segni, soprattutto nella piccola nobiltà che si ritrova senza professioni e in ristrettezze economiche. Chi sembra aver fatto fortuna è il suocero che, con la figlia Elisabeth, la incombente amica di lei ed un quarto maneggione, ha iniziato da poco un'attività di arte applicata che esalta molto Elisabeth. Tra Elisabeth e l'amica sembra esserci anche una relazione, ma Trotta non si scandalizza, tanto che una notte riesce, finalmente, ad avere il suo primo rapporto con la moglie e pian piano la allontana dalla compagna.
Entrato in società con il suocero, per disporre di fondi ipoteca la casa, ma gli affari non decollano. Anzi l'azienda è costretta in breve a chiudere. Trotta ha un figlio da Elisabeth e per mantenersi adattano una parte della casa nobiliare in pensione, dove vengono accolti soprattutto i suoi amici squattrinati anch'essi sconfitti dal "nuovo mondo" e nel quale non riescono ad inserirsi. La vecchia madre aristocratica, che è sempre stata il modello di riferimento per il giovane Trotta, si adegua a questa nuova realtà affezionandosi al nipote, pur continuando a detestare la nuora. Elisabeth però non regge a questa vita borghese e se ne va con il sogno di diventare attrice. Ma il nazismo incombente ha messo le sue radici anche in Austria e, nel giorno dell'Anschluss, Trotta si ritrova perplesso a vagare solitario per Vienna con il desiderio di visitare la cripta dei Cappuccini, dove riposa il "suo" imperatore Francesco Giuseppe I, simbolo di un passato anch'esso morto e sepolto.

## Edizioni italiane
- La Cripta dei Cappuccini, traduzione di Laura Terreni, Milano, Adelphi, 1974.
- La cripta dei Cappuccini, traduzione di P. Tosini, Milano, Dalai, 2010.
- La Cripta dei Cappuccini, traduzione di Madeira Giacci, Roma, Newton Compton, 2011.
- La cripta dei Cappuccini, a cura di Giulio Schiavoni, Milano, BUR, 2013.
- La Cripta dei Cappuccini, traduzione di Donato Fineschi, Fermento, 2015.
- La Cripta dei Cappuccini, traduzione di S. Piangatello, Roma, Theoria, 2018. - Foschi, 2018; Rusconi, 2018.
- La Cripta dei Cappuccini, traduzione di Nicoletta Giacon, Collana I grandi libri. Novecento, Milano, Garzanti, 2022, ISBN 978-88-118-1594-5.